# Sesiunea a XIII-a a Sovietului Suprem al RSS Moldovenești
Cea de-a XIII-a sesiune a Sovietului Suprem al RSS Moldovenești a avut loc între 29 august și 1 septembrie 1989. În cadrul acestei sesiuni, după intense dezbateri avute cu oponenții din forul legislativ, deputații românofoni au reușit să impună „limba moldovenească” (limba română) ca limbă de stat și adoptarea alfabetului latin.  
Printre cei mai activi participanți la dezbateri în sprijinul proiectelor lingvistice au fost Ion Hadârcă, Nicolae Dabija, Leonida Lari, Grigore Vieru, Mihai Cimpoi, Eugen Doga, Ion Druță, Veniamin Apostol, Nicolae Matcaș, Mihai Volontir si Vladimir Curbet.
Tot în tabăra adepților schimbărilor lingvistice se afla și Mircea Snegur, Președintele Prezidiului Sovietului Suprem, care a contribuit semnificativ la adoptarea proiectelor.
Discuțiile cele mai aprinse au avut loc pe 31 august, când s-a votat și cea mai mare parte a legislației privitoare la limba de stat și alfabet. Ulterior, ziua de 31 august a fost declarată sărbătoare națională în Republica Moldova.